# Генріх II (граф Шампані)
Генріх Шампанський (фр. Henri II de Champagne; 29 липня 1166 — 10 вересня 1197) — граф Шампані, король Єрусалиму.

## Біографія
Був старшим сином графа Шампані Генріха I Щедрого та Марії, дочки Людовика VII Молодого й Елеонори Аквітанської. Його тітка, Адель Шампанська, була королевою Франції.
1171 року Генріх заручився з Ізабеллою де Ено. Коли та вийшла заміж за короля Філіпа II Августа, батько Генріха, його тітка та інші члени родини були обурені. Навколо королеви-матері Адель сформувалась ворожа до Ізабелли фракція, що створило напруженість при французькому дворі.
Батько Генріха помер 1181 року, а його мати правила графством як регент до 1187 року.

### Хрестовий похід
1190 року Генріх вирушив на Схід, завчасно взявши з баронів клятву визнати графом його молодшого брата Теобальда у разі, якщо він не повернеться. Генріх долучився до Третього хрестового походу. Первинно був одним з лідерів французьких військ під час облоги Акри до прибуття Філіпа II.
Пізніше Генріх перейшов до оточення Річарда Левове Серце. У квітні 1192 року останній відрядив Генріха як свого представника з Акри до Тіра, щоб повідомити Конраду Монферратському про його обрання королем Єрусалиму. Генріх повернувся до Акри, а за кілька днів Конрад був убитий асасинами. Генріх повернувся до Тіра за два дні, ніби щоб допомогти організувати коронацію Конрада, але зрештою опинився на його похороні. Він негайно заручився зі вдовою та вагітною королевою Ізабеллою. Весілля відбулось за вісім днів після смерті Конрада.
Помер Генріх 1197 року внаслідок нещасного випадку, випавши з вікна власного палацу в Акрі. Існують різні версії тієї події. Більшість літописців припускають, що вікно-ґрати провалилось, коли Генріх притулився до нього. Слуга, можливо, коротун на ім'я Скарлет, випав разом з господарем, намагаючись його врятувати: він схопив Генріха за рукав, однак слуга важив надто мало, щоб утримати міцного й фізично розвиненого Генріха від падіння. За іншою версією, Генріх спостерігав парад з вікна, коли до зали увійшли посланці з Пізи. Озирнувшись, щоб привітати їх, він спіткнувся, втратив рівновагу та випав з вікна, що не витримало його ваги. Хоч би якими були обставини, Генріх загинув миттєво. Слуга, який упав на Генріха, зламав стегно, але вдарив на сполох (згодом він помер від поранень). Дехто вважає, що Генріх міг би вижити, якщо б його слуга не впав на нього зверху.

## Спадщина

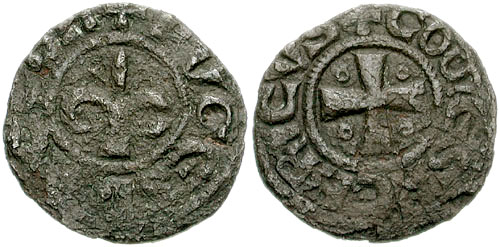
Монета Генріха Шампанського

Вдова Генріха, королева Ізабела знову вийшла заміж невдовзі після його смерті. Її четвертим (й останнім) чоловіком був Аморі II, король Кіпру. Основною спадкоємицею Генріха була його старша дочка Аліса, яка невдовзі вийшла заміж за свого зведеного брата, короля Гуго I Кіпрського, а їхні спадкоємці склали старшу лінію графів Шампані.
Генріх залишив по собі чимало проблем. Він активно позичав гроші для фінансування своєї експедиції до Єрусалима та для одруження. До того ж, відсутність спадкоємців чоловічої статі призвела до суперечок за титул у Шампані. 1213 року прибічники племінника Генріха, Теобальда IV, посилаючись на папського легата, заявили, що скасування шлюбу Ізабели й Онфруа IV де Торона було недійсним, а значить, дочки Генріха мали вважатись бастардами. Теобальд зрештою був змушений визнати свою неправоту, й суперечка була розв'язана.